# 반추 (심리학)

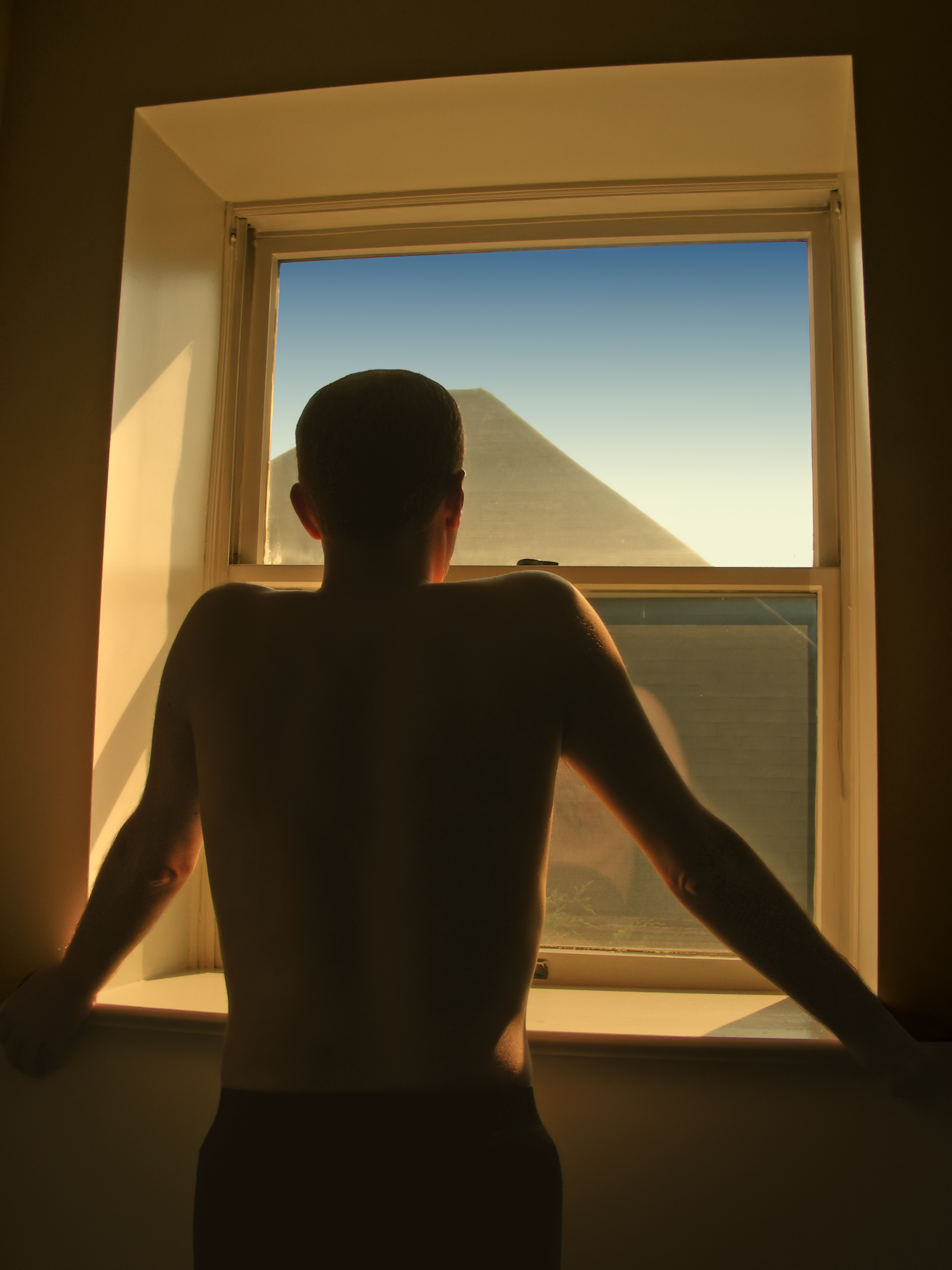
반추는 걱정과 관련있다.

반추(反芻, rumination)는 정신적 고통(mental distress) 증상에 대하여 초점을 맞추고 주의를 기울이는 것을 말한다. 1991년, 수잔 놀렌-호엑세마(Susan Nolen-Hoeksema)는 '반응 유형 이론(Response Styles Theory)'을 제안하였다. 이는 반추의 개념화 모델 중 가장 널리 활용되고 있는 것이다. 그러나 기타 이론들은 반추에 대한 다른 정의를 제시해 왔다. 예를 들어, '목표 전진 이론(Goal Progress Theory)'에서 반추는 기분(mood) 상황에 반응하는 것이 아니라 "목표를 향해 만족스럽게 전진하는 것의 실패에 대한 반응(response to failure to progress satisfactorily towards a goal)"으로 개념화된다. 복수의 연구에 의하면, 반추는 불안, 우울, 기타 부정적 정신 질환 등 정신병리학(psychopathology)적 증상을 발전시키고 유지하는 기전이다. 반추에 대한 정의 모델이 몇몇 있으며, 대부분은 측정 도구를 통하여 해석된다. 반추 사고(ruminative thought)를 측정하는 도구는 다양하다. 반추 사고 패턴을 특정하여 다루는 치료는 여전히 개발 초기 단계에 있다.

## 이론

### 반응 유형 이론
반응 유형 이론(Response styles theory, RST)은 처음에는 우울 증상과 증상이라고 할 수 있는 원인 및 결과에 수동적이고 반복적으로 주목하는 것으로 정의되었다. 정의에 대한 근거로, 반추는 우울 증상, 주요 우울 장애(major depression) 삽화로의 발달, 유지, 악화를 포함한다. 최근, 반응 유형 이론은 우울을 너머 고통(distress)의 원인, 결과, 증상 전반에 대한 수동적 반복적 주목을 포함한 반추의 정의로까지 확대되었다. 이런 변화는 반추가 우울뿐 아니라 여러 장애까지 포함하기에 만들어진 것이다.
또한 반응 유형 이론은 초점이 고통이 아닌 긍정적 자극으로 향하고 있는 긍정적 주의분산(positive distraction)은 반추의 건강한 대안이라고 주장한다. 그러나, 문헌들에서는 긍정적 주의분산이 생각만큼 유력한 도구가 될 수 없다고 제안한다.
특히 S-REF 모델(S-REF model)은 반추를 "즉각적인 목표 지행 행동이 아닌 자기참조 정보 내용을 처리하는 것을 주로 지향하는 자기괴리를 대처하려는 시도로 발생하는 반복적인 사고(repetitive thoughts generated by attempts to cope with self-discrepancy that are directed primarily toward processing the content of self-referent information and not toward immediate goal-directed action)"라고 정의한다. 간단히 말해, 반추를 하면 이런 질문을 답변하고자 의도하는 것이다.
- 나는 이 사건을 어떻게 느끼나?(How do I feel about this event?)
- 나는 이 사건에 대한 내 생각과 느낌을 어떻게 바꿀 수 있나?(How can I change my thoughts and feelings about the event?)
- 나는 앞으로 고통을 주는 사고와 느낌을 어떻게 막을 것인가?(How can I prevent disturbing thoughts and feelings in the future?)

그러나 이러한 질문에 답하는데 있어 반추를 하는 이들은 "목표지향적 행동(goal-directed action)"이라는 문제해결보다는 "자기참조 정보(self-referent information)"라는 정서에 주목한다.
메타인지(meta-cognition) 역시 S-REF 모델의 중요한 부분이며 반추와 우울 간 상관성을 설명하는데 도움을 준다. 특히, 반추에 대한 "긍정적 메타인지 신념(positive meta-cognitive belief)" (부정적 사고와 정서를 이해하거나 그런 것들을 막는 것을 보장)을 갖고 있는 사람들은 처음에는 큰 인내를 가지고 반추하도록 동기부여가 되었을 것이다. 그러나, 반추의 긍정적인 활동을 하는 이들은 부정적 정서를 맞이할 때에 대처기제로서 반추를 활용할 가능성이 높았다. 이는 반추에 대한 인식을 전반적으로 불쾌하고 다룰 수 없으며 "사회적으로 해를 주는(socially damaging)" 것으로 수정하게끔 만든다. 게다가 반추는 몸에 정서의 상향 조절(up-regulation of emotion)을 가지고 크게 하는 경향이 있어, 우울의 하향나선(downward-moving spiral of depression)이 시작된다. 따라서 "부정적 메타인지(negative meta-cognitive)" 믿음은 우울의 발달과 유지에 기여하는 것이다.

### 목표 진전 이론
목표 진전 이론(goal progress theory, GPT) 혹은 통제 이론(Control Theory)은 목표 진전 기능으로서 반추를 설명하려 한다. 특히 목표 진전 이론은 반추에 대하여, 사람은 완료된 과업보다 미완의 과업에 대한 정보를 기억하는 가능성이 높다는 제이가르닉 효과(Zeigarnik effect)의 한 사례로 본다. 이러한 이해로부터 목표 진전 이론은 반추를 "아직 달성하지 않은 중요하고 고차원적인 목표를 반복적으로 생각하는 경향(the tendency to think recurrently about important, higher order goals that have not yet been attained)" 혹은 충분한 진전이 만들어지지 않은 목표를 반복적으로 생각하는 경향으로 정의한다.
목표 진전 이론은 목표 관련 정보에 접촉할 가능성이 높은 사람은 반추할 가능성이 더 높다고 예언한다. 다양한 연구는 이러한 예언에 대한 근거를 제시해 왔다. 그러나, 경험된 반추는 반응 유형 이론의 반추보다 문제 해결에 더 집중한다.

## 병리학
반추의 효과나 자기반성(self-reflection) 경향에 관한 확장 연구는 불쾌감(sysphoria)과 관련한 부정적 형태의 반추는 문제해결 집중 능력을 저해하고 과거의 실패에 관한 부정적 사고에 머물며 계속 생각하는 결과를 초래한다고 밝혔다. 연구의 증거는 반추의 부정적 함의는 기억 편향(memory bias)이나 주의 편향(attentional bias)과 같은 인지 편향(cognitive bias) 때문이며, 이는 부정적 자극에 선택적으로 관심을 쏟는 경향을 조성한다고 제시한다.
반추의 유기적 원인은 완전히 밝혀지지 않았다. 연구를 통하여 뇌의 기본적 모드 네트워크(default mode network)에서의 일부 영역의 활성화가 반추의 신경기질(神經基質, neural substrate)로 밝혀졌지만, 반추에 관한 뇌영상 연구의 수량은 제한적이다.
부정적 반추 경향은 시간이 갈 수록 안정적으로 자리잡게 되며, 임상 우울의 중대한 위험 요인으로 작용한다. 습관적으로 반추하는 사람이 우울에 걸릴 가능성이 높을 뿐만 아니라, 실험 연구를 통하여 반추하도록 유도된 사람들도 우울 기분이 더 크다는 것이 밝혀졌다. 또한 반추는 전반적 불안, 외상후 스트레스 장애(post traumatic stress), 폭음, 섭식 장애, 자해 행동과 관련 있다고 입증되었다. 연구를 통하여 반추는 높은 빈도의 비자살성 자해(non-suicidal self-injury)와 관련 있으며, 비자살성 자해 병력과 더 심각하게 관련있다고 밝혀졌다.
반추는 원래 우울 증상의 지속늘 예측한다고 여겨졌다. 즉 문제를 반추하는 것은 실제로 우울 경험을 길게 늘린다고 여겨진 기억 리허설(memory rehearsal)이라고 간주되었다. 반추가 우울에 기여하지만 반드시 증상 지속과 상관성이 있는 것은 아니라고 입증되었다.
집행 기능(executive function)과 반추 간의 관계에 관한 연구는 혼재돤 결과를 배출하였다. 일부 연구는 과업 전환(task switching)과 관련한 셋 스위칭(set-shifting)과 억제(inhibition)라는 두 집행 기능 능력과의 음적 상관성을 보이지만, 이러한 관계들의 중요도는 불명확하다는 것을 관찰하였다. 또 다른 연구는 반추와 한 집행 기능 간의 오로지 하나의 관계, 특히 작업 기억(working memory)으로부터 오는 과거의 정보를 버리는 능력을 보았다. 그러나 기타 연구들은 반추와 작업 기억 간의 관계를 발견하지 못하였다.

## 유형
반추 이론은 각 개념화에 기반한 반추적 사고 내용에 관한 예측이 다르다. 일부 모델은 반추가 부정적 느낌 상태나 정서를 둘러싼 환경(RST, 슬픔 반추, 5요소 모델, 부정적 인지 유형, 사회공포 모델)에 주목한다고 본다. 다른 모델에서의 반추는 현재 상태와 원하는 상태(목표 전진, 반추의 개념화된 평가 모델) 간의 편차에 주목한다. 마지막으로, 기타 모델들은 가장 중요한 메타인지(metacognition)의 통제불가능과 손상이라는 부정적 테마라고 주장한다. 반추적 반응을 특성으로 하는 흔한 사고 중 일부는 개인의 행복에 의문을 제기하는 것, 우울 증상의 원인 및 결과에 주목하는 것이다.(Nolen-Hoeksema, 1991). 예를 들어, 일부 반추적 사고로는 "나는 왜 패배자인가(why am I such a loser)", "나는 아주 나쁜 기분 상태이다(I'm in such a bad mood)", "나는 아무 것도 하고 싶지 않다(I just don't feel like doing anything)" 등이 있다.
다음은 일부 반추 유형이다.
- 상태 반추(State rumination) : 실패의 결과와 느낌에 머무르는 유형이다. 상태 반추는 비관적이고 신경증적이며 부정적 속성 유형(attributional style)인 사람에게 흔하다.[31]
- 행동 반추(Action rumination) : 목적 달성과 실수 수정에 주목하는 과업 지향 사고 과정으로 구성된다.[31]
- 과업 무관 반추(Task-irrelevant rumination) : 실패로부터 주의를 분산시키고자 좌절된 목표와 무관한 사건이나 사람을 활용한다.[31][32]
- 사건 후 처리(Post-event processing) : 실제보다 더 부정적으로 인식하거나 실제보다 더 불안을 일으킨다고 인식하는, 사회적으로 실패하거나 당혹스럽게 하는 행동이나 상황을 상세히 평가하는 것이 일상에 배어 있는 것을 말하며, 이러한 행동이나 상황은 비슷한 편견의 기억을 일상에서 회상하는 것을 강화한다.[30][33]
- 스트레스 반응성 반추(Stress-reactive rumination) : 특정 스트레스 유발 사건이 유도하는 고통스러운 경험을 상세히 평가하는 것이 일상에 스며있으며, 사건들이 실제보다 더 스트레스를 많이 일으킨다고 기억하는 식으로 인지적 편견이 고양되면서도 우울을 촉발한다.[29][34]

## 치료

### 반추중심인지행동치료(RFCBT)
일부 연구는 반추에 집중하는 인지행동치료(cognitive behavioral therapy)를 개발하기 시작했다. 반추중심인지행동치료(Rumination-focused cognitive behavior therapy, RFCBT)는 환자에게 반추가 시작되는 때를 인지하고 결국에는 자신을 바라보는 관점을 리프레임하는 것을 가르치는 것을 목표로 한다. 반추 치료로서의 RFCBT 배후에 있는 이론은 반추란 결국 파괴적인 습관이며 주로 개인의 추상적 인지과정(cognitive processing) 때문에 일어나는 것이라는 사실을 강조한다. 치료사의 치료법은 내담자와 논의하여 내담자의 사고를 건강한 유형의 것으로 바꾸는 것이다. 내담자가 평생동안 취할 부정적이고 반복적인 사고를 하도록 두는 것 대신에, 치료사는 내담자의 사고를 유익하고 과정중심적(process-focused)이며 구체적인 사고인 건설적 사고로 바꾸는 것을 제안한다. 실제로 이 치료는 치료사가 내담자에게 추상적 반추 "왜" 질문(why question)을 보다 구체적인 "어떻게" 질문(how question)으로 대체하도록 격려하는 것처럼 보일 수 있다. 이는 물어보고 답변하기 훨씬 쉽다. 이러한 개입에 대한 근거는 다양한 연구에서 나왔으며, 개인 및 집단 RFCBT 수행은 주요 우울 장애나 불안 장애 유무에 상관 없이 청소년 및 청년 성인과 유관하다고 밝혀졌다.

### 마음챙김 기반 개입 (MBI)
앞애서 언급했듯이 반추는 다른 부정적 정신 건강 증상과 관련 있다. 우울은 반추적 사고를 경험하는, 유전적 환경적 정신적 요소에 의해 발생하는 정신병이다. 한 연구에서는 마음챙김 기반 개입(mindfulness-based intervention)이 반추 증상을 낮출 수 있다고 밝혔다. 이 절차는 다음과 같다.
(1) 수용에 대한 흥미(the interest in acceptance)

(2) 사고와 감정의 충동분리(the defusion of thoughts and emotions)

(3) 현재 순간에 있기의 중요성(the importance of being in the present moment)

(4) 자기맥락적 자아(self as context) : 자신의 생각과 감정이 자신은 아니라는 것 인식
이 기법은 감정을 억누르거나 회피하는 것이 아니라 판단 없이 감정을 마주하는 능력을 준다.
특히, 마음챙김 기반 스트레스 감소(Mindfulness-based stress reduction, MBSR) 절차는 여러 정신질환 환자와 건강한 환자 모두가 반추 증상이 낮아지는 것과 연관지어져 왔다. 이 절차는 명상, 몸 스캔, 기타 비판단 방식이 있으며, 주로 호흡과 생각 넘겨보내기에 집중한다. 이 단련법은 호흡에 집중함으로서 반추적 사고를 지나가게 하거나 반추적 사고에 집중하는 것을 줄여주도록 돕는다.